# اچ‌ام‌اس چلچله (۱۶۵۳)
اچ‌ام‌اس چلچله (۱۶۵۳) (به انگلیسی: HMS Swallow (1653)) یک کشتی بود که طول آن ۱۰۰ فوت ۱۰ اینچ (۳۰٫۷ متر) بود.